# Mjällby distrikt
Mjällby distrikt är ett distrikt i Sölvesborgs kommun och Blekinge län. 
Distriktet ligger sydost om Sölvesborg. 

## Tidigare administrativ tillhörighet
Distriktet inrättades 2016 och utgörs av socknen Mjällby i Sölvesborgs kommun.
Området motsvarar den omfattning Mjällby församling hade vid årsskiftet 1999/2000.